# Burgoon

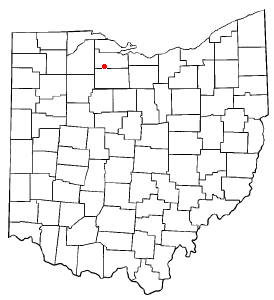
Burgoon na planie stanu Uhio

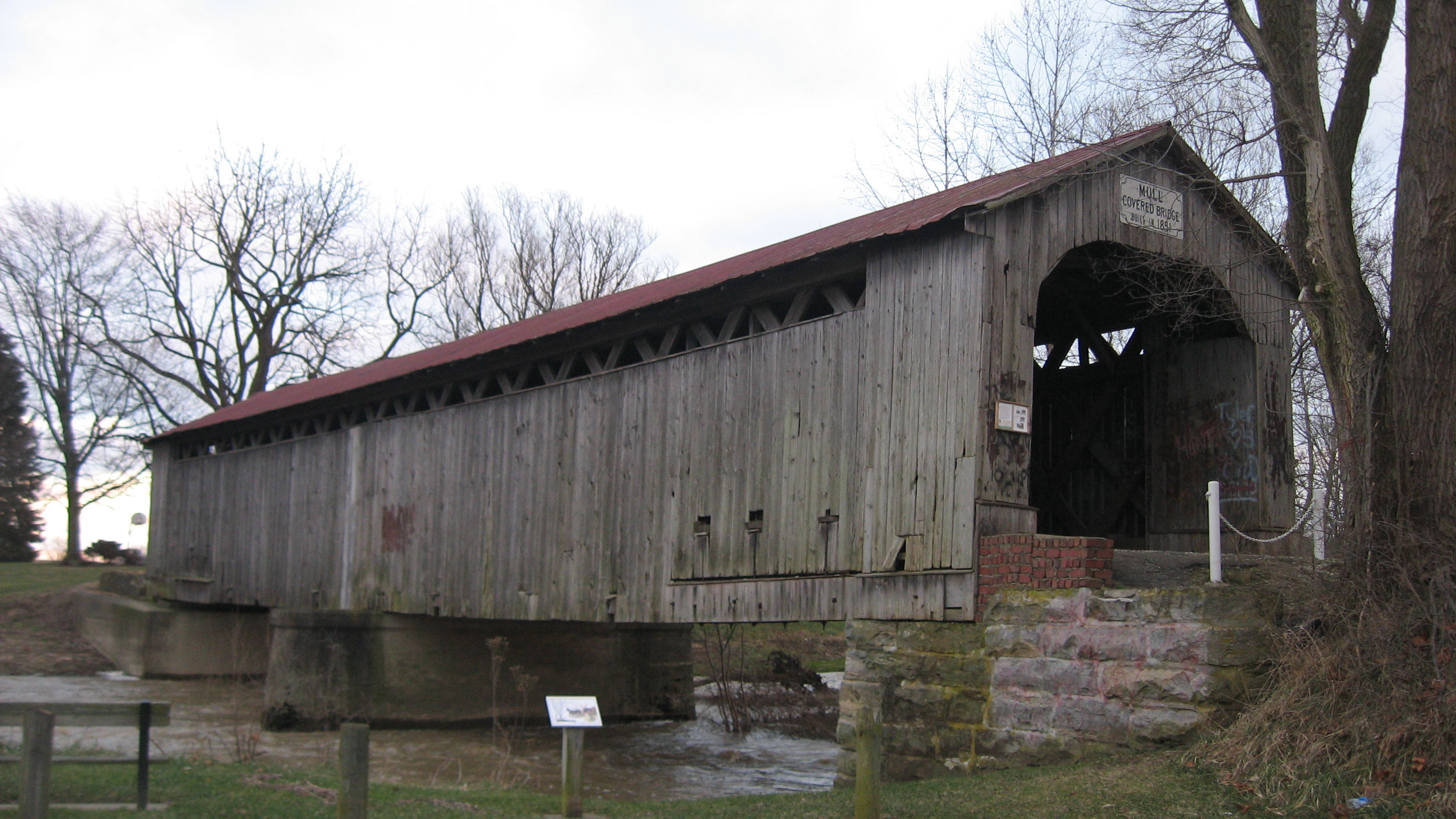
Historyczny zadaszony most w Burgoon

Burgoon – wieś w USA, w stanie Ohio, w hrabstwie Sandusky. Nazwa miasto Burgoon pochodzi od nazwiska filantropa Isadore H. Burgoon (1839-1917), (Rutherford Hayes Presidential Center).
W roku 2010, 25,6% mieszkańców było w wieku poniżej 18 lat, 7,6% było w wieku od 18 do 24 lat, 25,1% było od 25 do 44 lat, 26,1% było od 45 do 64 lat, a 15,7% było w wieku 65 lat lub starszych. We wsi było 48,8% mężczyzn i 51,2% kobiet.
Liczba mieszkańców w 2010 roku wynosiła 172, a w roku 2012 wyniosła 171.